# Gautier Gómez de Luna
Gautier Gómez de Luna (Aragona, 1320/1330 – Avignone, 13 gennaio 1391) è stato uno pseudocardinale, detto il Cardinale di  Spagna.

## Biografia
Nato in Aragona da una famiglia proveniente dalla Castiglia, era parente del cardinale Pedro Martínez de Luna y Pérez de Gotor, futuro antipapa Benedetto XIII. 
Il 27 febbraio 1357 fu nominato vescovo di Palencia, carica che mantenne fino alla sua promozione al cardinalato. Tenne la propria residenza nel palazzo del re Enrico II di Castiglia, il quale, tramite i propri legati, nel 1378 chiese a papa Gregorio XI la sua promozione a cardinale. Il papa non riuscì a soddisfarre le richieste del re, perché morì poco dopo, richieste che furono accolte dal nuovo papa Urbano VI. Il vescovo, su consiglio del nuovo re Giovanni I di Castiglia, declinò l'offerta e aderì all'obbedienza avignonese.
Tramite la mediazione del cardinale Pedro Martínez de Luna y Pérez de Gotor, suo parente, il 19 marzo 1381 fu nominato cardinale
dall'antipapa Clemente VII. Ricevette il titolo dei Santi Giovanni e Paolo il successivo  27 agosto oppure quando giunse alla curia di Avignone il 27 maggio 1382. 
Visitò la regina Maria di Napoli il 7 gennaio 1385 a Villeneuve-lès-Avignon; fu poi legato in Spagna.